# Paschal Grousset
Paschal Grousset (Corte, 7 aprile 1844 – Saint-Mandé, 9 aprile 1909) è stato un giornalista, scrittore e politico francese.
Fece parte del Consiglio della Comune di Parigi.
Scrisse con lo pseudonimo di André Laurie romanzi di avventure, collaborò con Jules Verne alla redazione de L'Epave du Cynthia e tradusse Reid e Stevenson. Utilizzò anche gli pseudonimi di Docteur Flavius, Philippe Daryl, Léopold Virey e Tiburce Moray.

## Biografia
Frequentò a Parigi il liceo Charlemagne e poi la facoltà di medicina, senza concludere gli studi, per dedicarsi al giornalismo. Collaborò ai giornali bonapartisti L'Étendard e Le Figaro, poi, convinto repubblicano, fondò La Revanche scrivendo anche su La Marseillaise di Henri Rochefort.
Coinvolto nella polemica contro il principe Pietro Napoleone Bonaparte, quando questi uccise, il 9 gennaio 1870, il giornalista Victor Noir, Paschal Grousset fu arrestato e condannato a due mesi di carcere.
Il 26 marzo 1871 fu eletto al Consiglio della Comune dal XVIII arrondissement di Parigi e fu membro della Commissione esteri e della Commissione esecutiva. Votò a favore della creazione del Comitato di Salute pubblica.
Alla caduta della Comune, fu arrestato e condannato alla deportazione a vita in Nuova Caledonia, dalla quale evase con Henri Rochefort, Francis Jourde e altri quattro deportati nel marzo 1874, rifugiandosi in Inghilterra. Nel 1876 pubblicò con Jourde la sua esperienza di deportato ne Les Condamnés politiques en Nouvelle-Calédonie. Récit de deux évadés e rientrò in Francia con l'amnistia del 1880.
Nel 1893 fu eletto nelle liste radical-socialiste all'Assemblea Nazionale. Fu rieletto nel 1898, nel 1902 e nel 1906. Morì durante quest'ultimo mandato parlamentare, il 9 aprile 1909.